# Strongylium auratum
Strongylium auratum es una especie de escarabajo del género Strongylium, familia Tenebrionidae, orden Coleoptera. Fue descrita científicamente por Laporte en 1840.
La especie se mantiene activa durante todos los meses del año excepto en febrero.

## Distribución
Se distribuye por Costa Rica, México, Colombia, Panamá, Sudáfrica, Nicaragua, Honduras, Estados Unidos, Belice, Guatemala, Paraguay y El Salvador.